# Jan Kuchař (tanečník)
Jan Kuchař (24. října 1941 Brno – 6. ledna 2025) byl český tanečník a bývalý sólista Laterny magiky.

## Život
Narodil se 24. října roku 1941 v Brně. Taneční kariéru zahájil jako člen Československého státního souboru písní a tanců, jehož členem byl mezi lety 1962 až 1969.
Následující roky působil ve švýcarském Curychu, než se v roce 1971 vrátil zpět. Následně chvíli působil v hudebním divadle Karlín, než se v roce 1974 stal členem Laterny magiky. V divadle působil do roku 1992. Poslední roky svého působení jako inspicient. Mimo jiné hostoval v Národním divadle v Praze.
Prosadil se také ve filmu. Zahrál si například ve filmech Deváté srdce, Hvězda padá vzhůru, nebo Dva na koni, jeden na oslu.
Jeho manželkou byla česká herečka a sólistka baletu Ivana Kuchařová.
Zemřel 6. ledna roku 2025. Bylo mu 83 let.

## Filmografie
- Kočky neberem (1966) – Eman
- Hvězda padá vzhůru (1975) – pařížský fotograf
- Střepy pro Evu (1978) – tanečník MP
- Deváté srdce (1978) – tanečník
- Julek (1979) – tanečník
- Dva na koni, jeden na oslu (1986) – tanečník